# Henneckenmoor bei Scheuen
Das Henneckenmoor bei Scheuen ist ein Naturschutzgebiet in der niedersächsischen Stadt Celle im Landkreis Celle.

## Allgemeines
Das Naturschutzgebiet mit dem Kennzeichen NSG LÜ 324 ist rund 94,5 Hektar groß. Es beinhaltet das rund 36 Hektar große, gleichnamige FFH-Gebiet. Das Gebiet steht seit dem 22. Juni 2018 unter Naturschutz. Zuständige untere Naturschutzbehörde ist der Landkreis Celle.

## Beschreibung
Das Naturschutzgebiet liegt nordöstlich von Celle. Es stellt einen etwa 1,7 Kilometer langen Abschnitt der vermoorten Talniederung des Vorwerker Bachs mit seinem Quellbereich und daran angrenzende, bewaldete Gebiete in einer Geestlandschaft unter Schutz. In der Bachniederung liegen mehrere Teiche, die für die Fischzucht angelegt worden waren. Die Teiche sind von Gehölzen und unterschiedlich breiten Verlandungszonen mit Röhrichten, Rieden und Birkenbruchwäldern umgeben. Oberhalb der Teiche sind gehölzfreie Moore ausgeprägt, an die sich Moorwälder anschließen. Teile des Gebietes werden von feuchter Heide mit einem hohen Anteil an Glockenheide eingenommen. Die an die Niederung angrenzenden Wälder dienen als Pufferzone und zur Sicherung des Wasserhaushaltes. Die Wälder im Naturschutzgebiet verfügen über einen hohen Totholzanteil.
Die Moore und Teiche sind Lebensraum verschiedener Libellen, darunter Hochmoormosaikjungfer und Kleiner Blaupfeil. Weiterhin beherbergt das Gebiet verschiedene Reptilien und Amphibien, darunter Kreuzotter, Ringelnatter, Schlingnatter, Waldeidechse und Moorfrosch. Das Gebiet ist Brutplatz und Nahrungshabitat des Kranichs.
Das Gebiet beherbergt verschiedene moortypische Pflanzen, darunter Torfmoose, Rundblättriger und Mittlerer Sonnentau, Moorlilie, Lungenenzian, Weißes Schnabelried, Moosbeere und Rosmarinheide. In den Teichen siedeln u. a. Glänzende und Weiße Seerose, Kleiner und Gewöhnlicher Wasserschlauch, Knöterichlaichkraut und Kammfarn.
Zur Offenhaltung der Moore sind teilweise Pflegemaßnahmen wie Entkusselungen nötig.
Das Gebiet wird von mehreren Wegen gequert, die betreten werden dürfen. Es wird überwiegend von Wirtschaftswegen begrenzt. Im Südwesten schließen sich landwirtschaftliche Nutzflächen und ansonsten weitere Wälder an, in die kleinflächig landwirtschaftliche Nutzflächen eingebettet sind.